# BMW M70
| M70                            | M70                                            |
| ------------------------------ | ---------------------------------------------- |
|                                |                                                |
| Виробник:                      | BMW                                            |
| Марка:                         | M70                                            |
| Тип:                           | 60° V12                                        |
| Робочий об'єм:                 | - 5,0 л — (4,988 куб.см) - 6,0 л — (5,990) см3 |
| Максимальна потужність:        | 220—467 кВт (295—626 к.с.) кВт                 |
| Максимальний обертовий момент: | 450—670 Н⋅м Н·м                                |
| Циліндрів:                     | 12                                             |
| Клапанів:                      | 24                                             |
| Хід поршня:                    | 75 мм (2.95 дюйма) мм                          |
| Діаметр циліндра:              | 84 мм (3,31 дюйма) мм                          |
| Ступінь стиску:                | 8,8:1                                          |
| Система живлення:              | Пряме впорскування                             |
| Охолодження:                   | рідинне охолодження                            |
| Газорозподільний механізм:     | SOHC ланцюг VVT                                |
| Матеріал блоку циліндрів:      | Алюміній                                       |
| Матеріал ГБЦ:                  | Алюміній                                       |
| Тактність (число тактів):      | 4                                              |
| Червона зона:                  | 6,000 об/хв                                    |
| Рекомендоване паливо:          | Бензин                                         |

BMW M70 — атмосферний бензиновий двигун V12 SOHC, який був першим серійним двигуном BMW V12, випускався з 1987 по 1996 рік.
Двигун BMW S70/2, майже не пов'язаний з двигунами M70 і S70B56, є атмосферним двигуном DOHC, V12, який приводив у дію McLaren F1 з 1993 по 1998 роки.

## Дизайн
Конструкція M70 подібна до конструкції двох рядних шестициліндрових двигунів 2,5 л M20, з'єднаних під кутом 60 градусів завдяки таким особливостям: один клапанний механізм верхнього розподільного вала, відстань між циліндрами 91 мм (3,6 дюйма), діаметр циліндра 84 мм (3,31 дюйма), хід поршня 75 мм (2,95 дюйма) і ступінь стиснення 8,8:1.
M70 має наступні відмінності від двигуна M20:
- Блок двигуна з алюмінієвого сплаву (AluSil) замість чавунного (обидва двигуни мають алюмінієву головку циліндра), щоб зменшити вагу[4].
- Вимірювання потоку повітря за допомогою датчиків масової витрати повітря (MAF)[5] замість витратомірів повітря (AFM) для покращення економії палива.
- Електронне керування дросельною заслінкою замість механічного кабелю дросельної заслінки.
- Ланцюг ГРМ використовувався замість ременя ГРМ[6], щоб зменшити потреби в обслуговуванні.
- Гідравлічні підйомники клапанів замість механічно відрегульованих штовхачів, щоб зменшити потреби в обслуговуванні.

M70 має два ECU Motronic 1.7 (по одному на кожен ряд циліндрів). Для забезпечення резервування M70 також має два паливні насоси, паливні рампи, розподільники, датчики масової витрати повітря, датчики положення колінчастого вала, датчики температури охолоджуючої рідини та дросельні заслінки.
Деякі двигуни M70 (наприклад, встановлені на E32 750iL Highline) оснащені двома генераторами. Другий генератор змінного струму менший і використовується для заряджання допоміжної батареї та енергетичного обладнання в задньому салоні, наприклад телефону, факсу, холодильника для вина, незалежного клімат-контролю та електроприводу сонцезахисних екранів.

## Версії
| Версія | Об‘єм                   | Потужність                         | Крутний момент                                        | Червона зона | Роки           |
| ------ | ----------------------- | ---------------------------------- | ----------------------------------------------------- | ------------ | -------------- |
| M70B50 | 4 988 см3 (304,4 дюйм3) | 220 кВт (295 к. с.) при 5200 об/хв | 450 Н⋅м (332 фунт⋅фут) при 4100 об/хв                 | 6000         | 1987–1994 роки |
| S70B56 | 5 576 см3 (340,3 дюйм3) | 280 кВт (375 к. с.) при 5300 об/хв | 550 Н⋅м (406 фунт⋅фут) при 4000 об/хв                 | 6400         | 1992–1996 роки |
| S70/2  | 6 064 см3 (370,0 дюйм3) | 461 кВт (618 к. с.) при 7400 об/хв | 617 або 651 Н⋅м (455 або 480 фунт⋅фут) при 6700 об/хв | 7500         | 1993–1998 роки |
| S70/3  | 5 990 см3 (365,5 дюйм3) | 467 кВт (626 к. с.) при 6500 об/хв | 670 Н⋅м (494 фунт⋅фут) при 4500 об/хв                 | 8000         | 1998–2000 роки |

### M70B50
Застосування:
- 1987—1994 E32 750i/750iL — він поєднувався в основному з автоматичною коробкою передач ZF 4HP24
- 1989—1994 E31 850i/850Ci — він поєднувався з автоматичною трансмісією ZF 4HP24 або опціональною Getrag 560G

## Двигун S70
| S70                            | S70                                     |
| ------------------------------ | --------------------------------------- |
|                                |                                         |
| Виробник:                      | BMW                                     |
| Марка:                         | S70                                     |
| Тип:                           | 60° V12                                 |
| Робочий об'єм:                 | - 6,0 л — (5,990) - 6,1 л — (6,064) см3 |
| Максимальна потужність:        | 280—671 кВт (375—900 к.с.) кВт          |
| Максимальний обертовий момент: | 550—900 Н⋅м Н·м                         |
| Циліндрів:                     | 12                                      |
| Клапанів:                      | 24                                      |
| Хід поршня:                    | 85.9 мм (3.38 дюйма) мм                 |
| Діаметр циліндра:              | 86 мм (3.39 дюйма) мм                   |
| Ступінь стиску:                | 11:1                                    |
| Система живлення:              | Пряме впорскування                      |
| Охолодження:                   | рідинне охолодження                     |
| Газорозподільний механізм:     | DOHC ланцюг VVT                         |
| Матеріал блоку циліндрів:      | Алюміній                                |
| Матеріал ГБЦ:                  | Алюміній                                |
| Тактність (число тактів):      | 4                                       |
| Червона зона:                  | 8,000 об/хв                             |
| Рекомендоване паливо:          | Бензин                                  |

### S70B56
Перший двигун під назвою S70 — 5 576 см3 (340,3 дюйм3) варіант двигуна M70, який встановлюється лише на E31 850CSi. Випущено 1510 одиниць, це найнижчий двигун BMW на сьогодні.
Було сконструйовано три прототипи двигунів S70 з подвійним розподільним валом у верхній частині двигуна до рішення не виробляти модель E31 M8.
Застосування:
- 1992—1996 E31 850CSi
- 2011 Simbol Design Lavazza GTX-R (версія з твін-турбо)

### S70/2
S70/2, хоча має таку саму 12-циліндричну компоновку, відстань між отворами та принцип конструкції, що й S70B56, по суті є новою конструкцією з головками, заснованими на європейському ринку S50B32, і, отже, з 4 клапанами на циліндр і змінним клапаном ГРМ (під назвою VANOS від BMW) та окремі дросельні заслінки. Використовується система мастила з сухим картером. Вага S70/2 разом із допоміжним обладнанням і повним вихлопом становить 265 кг (584 фунт).
Застосування:
- 1993—1998 McLaren F1

### S70/3
S70/3 — це гоночний двигун на основі S70/2.
Додатки
- Гоночний автомобіль BMW V12 LM 1998—1999 років
- Гоночний автомобіль BMW V12 LMR 1999—2000 років
- 2000 BMW X5 LM гоночний автомобіль[19][20][21].